# 6964 Kunihiko
6964 Kunihiko eller 1990 TL1 är en asteroid i huvudbältet som upptäcktes den 15 oktober 1990 av de båda japanska astronomerna Kazuro Watanabe och Kin Endate vid Kitami-observatoriet. Den är uppkallad efter den japanske matematikern Kunihiko Kodaira.
Asteroiden har en diameter på ungefär 5 kilometer.